# ناتاشا (مغنية لبنانية)
ناتاشا (14 يناير 1994 -)، مغنية لبنانية. أصدرت الألبومات هي «ناتاشا 2010» والألبوم باللهجة الخليجية «زحمة» وعدد من الأغاني المصورة فيديو كليب.

## وصلات خارجية
- ناتاشا على موقع قاعدة بيانات الأفلام العربية